# Gampelen
Gampelen (franska: Champion) är en ort och kommun i distriktet Seeland i kantonen Bern i Schweiz. Kommunen har 1 013 invånare (2023).